# 1-Naphthoesäurechlorid
1-Naphthoesäurechlorid ist ein Naphthalinderivat. Es gehört zur Substanzklasse der polycyclischen aromatischen Kohlenwasserstoffe (PAK).

## Synthese
1-Naphthoesäurechlorid kann aus 1-Naphthoesäure mit Phosphorpentachlorid hergestellt werden.

## Eigenschaften
Es handelt sich um eine ätzende Flüssigkeit.
Als kondensierter Aromat zeigt 1-Napthoesäurechlorid Fluoreszenz.

## Verwendung
- 1-Naphthoesäurechlorid findet Anwendung als Derivatisierungsreagenz zur Analyse von Dodecylalkoholen in Wasserproben.[2]
- Die Verbindung ist als Fluoreszenzmarker für HPLC-Analysen von Bedeutung.[3]
- Ausgehend von 1-Naphthoesäurechlorid lässt sich im Sinne einer Arndt-Eistert-Synthese 1-Naphthylessigsäure darstellen.[4]
- Das Säurechlorid der Naphthoesäure wird zur Darstellung von 2-Ethyl-1-pentyl-3-(1-naphthoyl)indol, ein Indol-Derivat mit cannabinoidmimetischer Wirkung, verwendet.[5]